# Berezivka
Berezivka (in ucraino Березівка?) è una città dell'Ucraina (9 428 abitanti) situata nel distretto di Berezivka, nell'oblast' di Odessa. Ospita l'amministrazione del distretto di Berezivka e della comunità territoriale di Berezivka, una delle comunità territoriali dell'Ucraina.